# Meuttu
Meuttu är en ö i Finland. Den ligger i Bottenhavet och i kommunen Nystad i den ekonomiska regionen  Nystadsregionen i landskapet Egentliga Finland, i den sydvästra delen av landet. Ön ligger omkring 72 kilometer nordväst om Åbo och omkring 210 kilometer väster om Helsingfors.
Öns area är 6,4 hektar och dess största längd är 360 meter i nord-sydlig riktning. I omgivningarna runt Meuttu växer i huvudsak barrskog.